# Ванцевичюс, Генрикас
Ге́нрикас Ванце́вичюс (лит. Henrikas Vancevičius; 1924—2014) — советский, литовский актёр, театральный режиссёр, педагог. Народный артист СССР (1978).

## Биография
Генрикас Ванцевичюс родился 2 января 1924 года в Каунасе, Литва.
В 1943 году окончил Каунасскую гимназию «Рассвет».
В 1943—1947 годах — актёр Каунасского театра юного зрителя, в 1947—1948 — Каунасского драматического театра. В 1948 году окончил актёрскую студию при театре.
В 1953 году окончил режиссёрский факультет Государственного института театрального искусства им. А. В. Луначарского (ГИТИС) (Москва).
В 1953—1966 годах — главный режиссёр Каунасского драматического театра.
С 1966 года жил в Вильнюсе. В 1966—1989 годах — главный режиссёр Государственного академического театра драмы Литовской ССР (ныне Национальный драматический театр Литвы).
С 1969 года ставил спектакли в других театрах Литвы, в том числе в Литовском национальном театре оперы и балета.
Вёл педагогическую работу в Литовской консерватории (ныне Литовская академия музыки и театра) (Вильнюс), (с 1985 — доцент).
Умер 12 августа 2014 года в Вильнюсе. Похоронен на Антакальнисском кладбище.

### Семья
- Жена — Алдона Купстайте-Ванцявичене (1925—1995), актриса. Заслуженная артистка Литовской ССР (1985)
- Сын — Эндрю Ванцевичюс
- Дочь — Даля Ванцявичюте, актриса.

## Звания и награды
- Заслуженный деятель искусств Литовской ССР (1959)
- Народный артист Литовской ССР (1973)
- Народный артист СССР (1978)
- Государственная премия Литовской ССР (1969)
- Премия Правительства Литвы в области культуры и искусства (2014)
- Командорский крест ордена Великого князя Литовского Гядиминаса (1995)
- Медаль «За трудовое отличие» (1954)[2]

## Постановки в театре

### Каунасский государственный академический драматический театр
- 1955 — «Жаркое лето» А. Грицюса
- 1957 — «Геркус Мантас» Ю. Грушаса
- 1957 — «Первая Конная» В. В. Вишневского
- 1958 — «Двадцатая весна» Ю. Марцинкявичюса
- 1959 — «Генеральная репетиция» К. Бинкиса
- 1959 — «Двенадцать братьев — чёрных воронов» С. Чюрлёнене-Кимантайте
- 1960 — «Три сестры» А. П. Чехова
- 1960 — «Звёзды не гаснут» В. Бубниса
- 1962 — «Все мои сыновья» А. Миллера
- 1964 — «Жемайте» К. Инчюры
- 1964 — «Дом Бернарды Альбы» Ф. Гарсии Лорки
- 1965 — «Деревня на перепутье» Й. Авижюса
- 1966 — «Антоний и Клеопатра» У. Шекспира
- 1966 — «О мышах и людях» по Дж. Стейнбеку

### Государственный академический театр драмы Литовской ССР
- 1968 — «Затворники Альтоны» Ж.-П. Сартра
- 1969 — «Миндаугас» Ю. Марцинкявичюса
- 1970 — «Мост» А. Балтакиса
- 1970 — «В вихре» Й. Авижюса
- 1971 — «Село Степанчиково и его обитатели» по Ф. М. Достоевскому
- 1971 — «Кафедральный собор» Ю. Марцинкявичюса
- 1973 — «Дикая утка» Г. Ибсена
- 1974 — «Восхождение на Фудзияму» Ч. Т. Айтматова и К. Мухамеджанова)
- 1975 — «Потерянный кров» Й. Авижюса
- 1976 — «Цирк» Ю. Грушаса[3]
- 1977 — «Виндзорские насмешницы» У. Шекспира
- 1978 — «Мажвидас» Ю. Марцинкявичюса
- 1979 — «Казимерас Сапега» Б. Сруоги
- 1981 — «Йун Габриэль Боркман» Г. Ибсена
- 1984 — «На всякого мудреца довольно простоты» А. Н. Островского
- 1985 — «Первый день свободы» Л. Кручковского
- 1986 — «Дачники» М. Горького
- 1987 — «Скиргайла» В. Креве.

### Литовский национальный театр оперы и балета
- 1967 — «На распутье» П-В. Палтанавичюса
- 1972 — «Евгений Онегин» П. И. Чайковского

## Фильмография
- 1962 — «Шаги в ночи» — окулист
- 1989 — «Село Степанчиково и его обитатели» (фильм-спектакль) — Евграф Ларионович Ежевикин (также и режиссёр)

### Участие в фильмах
- 1980 — «Корабль надежд» (документальный)